# Calabar
Calabar   este un oraș  în  Nigeria. Este reședința  statului  Cross River.